# اندیس گشت (دوران کرتاسه بالایی)
گشت* یک اندیس مصالح ساختمانی است که در حوالی شهر گشت استان سیستان و بلوچستان قرار دارد و مادهٔ معدنی موجود در آن، گرانیت است.سنگ میزبان این اندیس گرانیت است و دیرینگی آن به دوران کرتاسه بالایی می‌رسد. 